# Adam Page (Wrestler)
Stephen Blake „Stevie“ Woltz (* 27. Juli 1991 in Aarons Creek, Virginia), besser bekannt unter seinem Ringnamen „The Hangman“ Adam Page, ist ein US-amerikanischer Wrestler. Er steht seit 2019 bei All Elite Wrestling (AEW) unter Vertrag, zuvor trat er unter anderem bei New Japan Pro-Wrestling (NJPW) und bei Ring of Honor (ROH) auf. Page ist ein Gründungsmitglied von AEW und wurde dort von Beginn an zu einem der größten Stars aufgebaut. Er gewann zwei Mal die AEW World Championship.

## Wrestling-Karriere

### Ring of Honor (2011–2018)
Am 14. Januar 2011 trat Woltz das erste Mal bei Ring of Honor in einem Dark Match auf. Er nutzte den Ringnamen Adam Page. Sein erstes Match bei einer Pay-per-View-Veranstaltung bestritt er am 2. März 2013 bei der ROH 11th Anniversary Show in einem Six-Man Mayhem Match, das ACH gewinnen durfte. Nachdem er Anfang 2014 eine Fehde mit dem Stable The Decade bestritten hatte, trat er der Gruppierung am 7. März 2014 bei. Neben ihm gehörten dem Stable BJ Whitmer, Jimmy Jacobs, Roderick Strong und TaDarius Thomas an. Mitte 2015 verließ Woltz die Gruppierung wieder. Am 9. Mai 2016 bei der ROH/NJPW War of the Worlds Tour trat er dem Stable Bullet Club bei. Beim selben Event erhielt er seinen Spitznamen The Hangman (deutsch: Der Henker), als er Chris Sabin mit einem Henkersknoten hängte. Am 20. August 2017 durfte er als Hangman Page gemeinsam mit seinen Bullet-Club-Kollegen Matt und Nick Jackson (The Young Bucks) die ROH World Six-Man Tag Team Championship von Dalton Castle und The Boys gewinnen. Woltz und The Young Bucks nannten sich gemeinsam The Hung Bucks. Bei der ROH 16th Anniversary Show am 9. März 2018 verloren sie den Titel an SoCal Uncensored (Christopher Daniels, Frankie Kazarian und Scorpio Sky). Im Talk is Jericho Podcast von Chris Jericho am 30. Oktober 2018 teilten Woltz, Cody und Marty Scurll mit, dem Stable The Elite beizutreten. Zudem trat The Elite mit den weiteren Mitgliedern Kenny Omega und The Young Bucks aus dem Bullet Club aus. Mit den ROH-TV-Aufzeichnungen vom 15. Dezember 2018 verließ The Elite Ring of Honor.

### New Japan Pro Wrestling (2016–2019)
Am 19. Juni 2016 debütierte Woltz erstmals unter dem Namen Hangman Page bei New Japan Pro-Wrestling, als er bei Dominion 6.19 in Osaka-jo Hall gemeinsam mit den Bullet-Club-Mitgliedern Yujiro Takahashi und Bad Luck Fale ein Six-Man-Tag-Match gegen Captain New Japan, Yoshi Tatsu und Togi Makabe gewinnen konnte. Während seiner Zeit bei NJPW bestritt Woltz vor allem Tag-Team-Matches gemeinsam mit anderen Bullet-Club-Mitgliedern und vereinzelt auch Singles-Matches. Sein letztes Match bei NJPW bestritt er am 4. Januar 2019 bei Wrestle Kingdom 13 in einem Gauntlet-Match um das Recht auf ein NEVER Openweight Six Man Tag Team Championship-Titelmatch. Das Match verlor er gemeinsam mit Marty Scurll und Yujiro Takahashi.

### All Elite Wrestling (seit 2019)

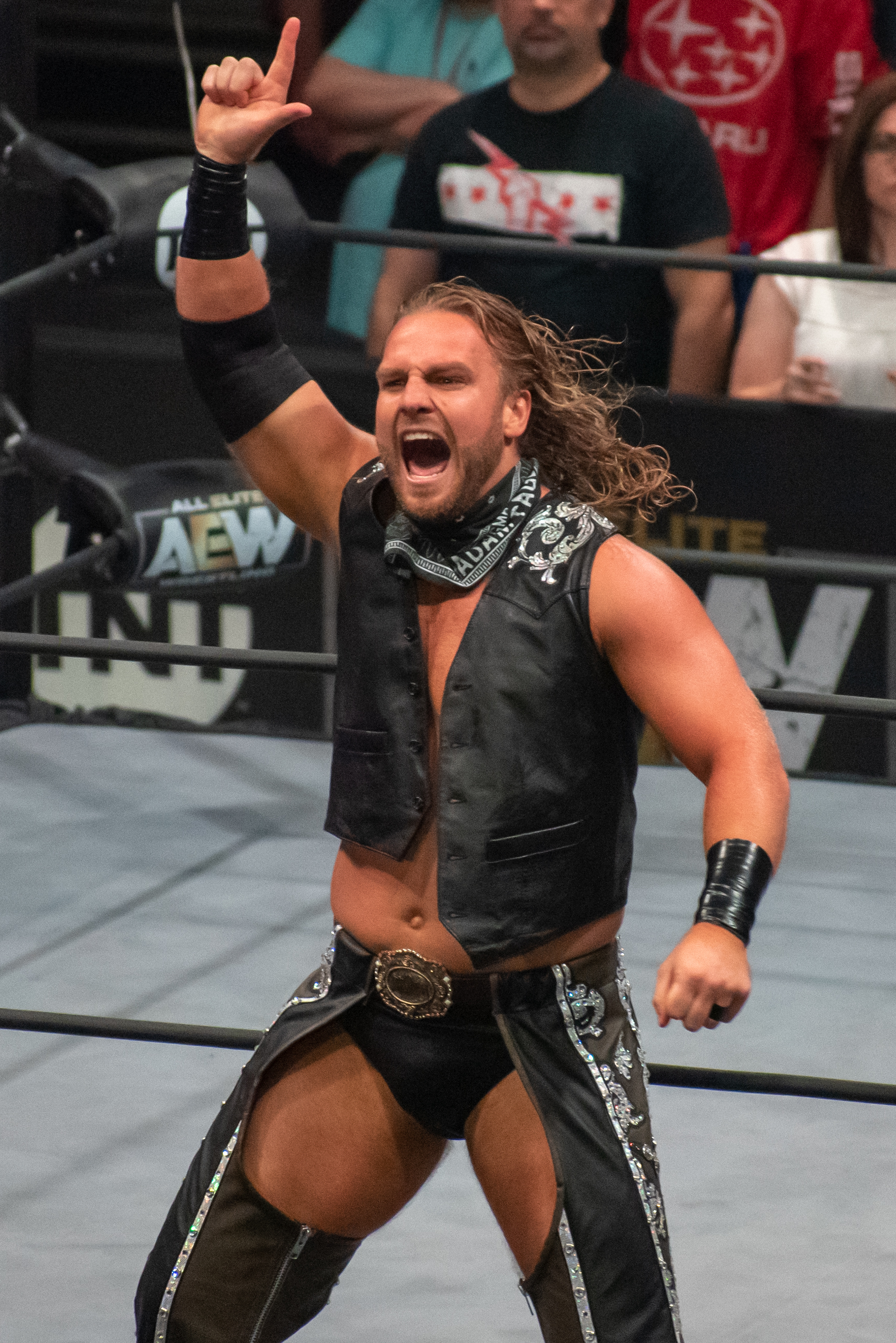
Page bei AEW Dynamite 2019

#### Anfänge (2019–2020)
Woltz unterzeichnete bei All Elite Wrestling im Januar 2019 einen Vertrag, wo er ebenfalls als The Hangman Adam Page auftritt. Er war somit ein Gründungsmitglied von AEW, das um das Stable The Elite gebildet und von Eigentümer Tony Khan finanziert wurde und schnell zur zweitgrößten Promotion in den Vereinigten Staaten nach der WWE aufstieg. Pages Kollegen von The Elite, Kenny Omega und die Young Bucks, wurden zu Vizepräsidenten von AEW ernannt. Er selbst wurde von Beginn an zu einem der größten Stars der Liga aufgebaut. In seinem ersten Match durfte er bei dem ersten AEW Pay-Per-View Double or Nothing am 25. Mai 2019 die Casino Battle Royale gewinnen, was ihn zur Teilnahme am Match um den ersten AEW World Champion berechtigte. Dieses Match verlor er jedoch am 31. August 2019 bei All Out gegen Chris Jericho. Im Anschluss verlor er eine kurze Fehde gegen PAC. Aufgrund dieser Niederlagen begann Page laut Storyline an sich selbst zu zweifeln und griff zum Alkohol. Seine Freunde von The Elite ermutigten Page jedoch weiterhin. Am 21. Januar 2020 konnten er und Kenny Omega bei Dynamite die AEW World Tag Team Championship in einem Match gegen SoCal Uncensored (Frankie Kazarian und Scorpio Sky) gewinnen.

#### Fehde mit The Elite und World Champion (2020–2022)
Im Sommer 2020 nahmen die Spannungen mit den Young Bucks zu, am 27. August kam es bei Dynamite schließlich zum Bruch, nachdem Page unglücklich in ein Match der beiden eingegriffen hatte und die Bucks verloren. Kurz darauf verloren Page und Omega am 5. September bei All Out die Tag Team Titel an FTR (Cash Wheeler und Dax Harwood), wobei Page wiederum eine unglückliche Figur machte. Page und Omega trennten sich, kurz darauf standen sie sich in einem Match um die Herausforderung zur AEW World Championship gegenüber, das Page verlor. Omega konnte auch das folgende Titelmatch gegen Jon Moxley im Dezember 2020 gewinnen und wurde, wie auch die Young Bucks, Heel. Pages Selbstzweifel nahmen zu, da er im Gegensatz zu seinen ehemaligen Partnern von The Elite erfolglos blieb und er bekam von der Gruppe The Dark Order das Angebot ihr beizutreten. Page lehnte ab, blieb der Gruppe aber freundschaftlich verbunden. Dies gipfelte in einem 10-Man Elimination Tag Team Match zwischen The Elite und Dark Order mit Page im Juli 2021. Die Stipulation versprach Page ein Titelmatch gegen Omega, doch The Elite gewann und Page legte eine kurze Pause ein. Am 6. Oktober kehrte er bei Dynamite zurück und gewann ein Casino Ladder Match um die World Championship Herausforderung gegen Omega. Pages lange Fehde gegen The Elite erreichte so am 13. November 2021 im Titelmatch beim PPV Full Gear ihren Höhepunkt. Page konnte das Match gewinnen und wurde erstmals AEW World Champion. Die Fehde zwischen Page und Omega wurde von dem renommierten Wrestling Observer Newsletter als Feud of the Year 2021 ausgezeichnet, das Titelmatch bei Full Gear wurde von Herausgeber Dave Metzer mit 5,5 Sternen ausgezeichnet.
Page verteidigte seinen Titel zuerst gegen Bryan Danielson bei Winter Is Coming am 15. Dezember 2021, das in einem 60-Minuten time limit draw endete. Page behielt seinen Titel und gewann auch das Rückmatch gegen Danielson am 5. Januar 2022 bei Dynamite. Page war in weiteren Titelverteidigungen gegen Lance Archer und zwei Mal gegen Adam Cole erfolgreich. Bei Double or Nothing am 30. Mai 2022 verlor er den Titel nach einem halben Jahr Regentschaft schließlich an CM Punk.

#### Verschiedene Fehden und Fehde gegen Swerve Strickland (seit 2022–2025)
Im Juni 2022 forderte Page NJPW World Champion Jay White für Forbidden Door heraus. Adam Cole und Kazuchika Okada wurden ebenfalls in die Fehde involviert, was zu einem Four-way-Match bei Forbidden Door führte, das Jay White gewann. Am 3. August bei Dynamite kam Page seinen früheren Partnern The Young Bucks während einer Attacke durch Adam Cole und reDRagon (Bobby Fish und Kyle O’Reilly) zu Hilfe, wodurch eine mögliche Wiedervereinigung zwischen Page und The Elite ins Spiel gebracht wurde. The Elite wurde jedoch nach einem Eklat um CM Punk suspendiert (es handelte sich dabei nicht um eine Storyline). In den vorangegangenen Konflikt war auch Page involviert, nicht aber in die Eskalation selbst. Die fand im September 2022 nach All Out statt. CM Punk beschimpfte den nicht anwesenden Page bei der Pressekonferenz nach All Out als „fucking dumbfuck“, anschließend kam es zu einer Prügelei zwischen Punk, seinem Trainer Ace Steel, sowie Omega und den Young Bucks. Auch Punk wurde suspendiert und der World Title aberkannt. Bereits in den Monaten zuvor hatte es Spannungen zwischen Page und CM Punk gegeben.
Bei Dynamite am 19. Oktober 2022 trat Page um die AEW World Championship gegen Jon Moxley an. Nach einer Clothesline von Moxley fiel Page mit dem Gesicht voran auf die Matte und blieb regungslos liegen. Der Referee brach das Match ab, Page wurde mit einer Trage aus der Halle getragen und ins Krankenhaus gebracht. Entgegen erster Befürchtungen, Page habe sich womöglich schwerst verletzt, wurde eine Gehirnerschütterung diagnostiziert und Page bereits kurz darauf aus dem Krankenhaus entlassen. Am 1. Dezember 2022 bei Dynamite kehrte Page aus seiner Verletzungspause zurück und attackierte Jon Moxley. Das führte zu einem Texas Deathmatch bei Revolution am 5. März 2023, das Page gewann.
Im Mai 2023 kam es zur Wiedervereinigung zwischen Page und The Elite, die zu dem Zeitpunkt wieder als Face auftraten und eine Fehde gegen den Blackpool Combat Club (Jon Moxley, Bryan Danielson, Claudio Castagnoli und Wheeler Yuta) bestritten. Im September 2023 gewann er mit den Young Bucks die ROH World Six-Man Tag Team Championship von The Mogul Embassy (Brian Cage, Toa Liona und Bishop Kaun). Sechs Wochen später verloren sie den Titel wieder an The Mogul Embassy.
Seine nächste größere Fehde als Singles-Wrestler startete Page im Herbst 2023 gegen Swerve Strickland. Bei Full Gear am 18. November trafen sie in einem Texas Death Match aufeinander, das als außergewöhnlich brutal eingestuft wurde. Für Aufsehen sorgte, dass Page Blut von Strickland in seinen Mund saugte und ausspuckte. Strickland gewann das Match, indem er Page mit einer Kette um den Hals an den Ringseilen aufhängte und dieser das Bewusstsein verlor. Im März 2024 bei AEW Revolution traten Page, Strickland und der amtierende Champion Samoa Joe in einem Three Way Match um die AEW World Championship an, das Samoa Joe gewann. Kurz darauf wurden Page und Kenny Omaga durch die Young Bucks von The Elite ausgeschlossen und Page von den als Heel-Vice-Presidents auftretenden Bucks suspendiert, nachdem er einen Ringrichter attackiert hatte. Zugleich schloss sich AEW-Neuzugang Kazuchika Okada The Elite an.
Bei All In am 25. August nahm er erfolglos an einem Casino Gauntlet-Match teil, das von Christian Cage gewonnen wurde. Im Main Event versuchte Page, sich in das World Championship Match zwischen Strickland und Bryan Danielson einzumischen, wurde jedoch vom Sicherheitsdienst zurückgehalten. Es folgte die Ansetzung eines Steel-Cage-Matches zwischen Page und Strickland bei All Out. In der Dynamite-Folge vom 4. September wurde eine Vertragsunterzeichnung für das Cage-Match angesetzt. Während Strickland anwesend war, um den Vertrag zu unterzeichnen, wurde Page auf der Videoleinwand gezeigt, da er sich vor einem Haus befand, in dem Strickland aufgewachsen war und das Strickland erst kürzlich gekauft hatte. Page brannte das Haus nieder, während Strickland entsetzt zusah. Dies veranlasste AEW-Präsident Tony Khan dazu, das Steel-Cage-Match bei All Out in ein Lights-Out-Steel-Cage-Match zu verwandeln, das zu den brutalsten Matcharten zählt. Am 7. September 2024 bei All Out besiegte Page Strickland im Main Event und beendete damit ihre Fehde.
Im Anschluss begann Page eine Fehde mit Jay White und trat am 12. Oktober bei WrestleDream und am 23. November 2024 bei Full Gear gegen White an und verlor beide Matches.

#### Zweite Regentschaft als World Champion (seit 2025)
Im Frühjahr 2025 turnte Page Face und hatte eine kurze Fehde gegen MJF. Im Mai gewann er den Owen Hart Cup 2025 im Finale gegen Will Ospreay und qualifizierte sich für ein World Title Match bei All In am 12. Juli in Arlington in Texas gegen Jon Moxley, das Page gewann. Das Match war ein Texas Death Match. Moxley war seit Oktober 2024 Champion und führte mit seinem Stable Death Riders eine Art Schreckensherrschaft, von der Page AEW befreien sollte. Pages Gimmick war, ähnlich wie beim ersten Titelgewinn, die eines mit sich und seinen Dämonen ringenden Wrestlers, der am Ende geläutert zu seiner Stärke findet. Die Death Riders sowie die Young Bucks griffen zugunsten von Moxley in das Matach ein, Page bekam wiederum Hilfe von Will Ospreay, Bryan Danielson, Darby Allin und schlussendlich von seinem vormaligen Erzfeind Swerve Strickland.

#### Persönliches
Stephen Woltz war vor seiner AEW und während seiner ROH Karriere fünf Jahre lang als Lehrer an einer Highschool tätig.

## Titel und Auszeichnungen

### Titel
- All Elite Wrestling
  - AEW World Championship (2×)

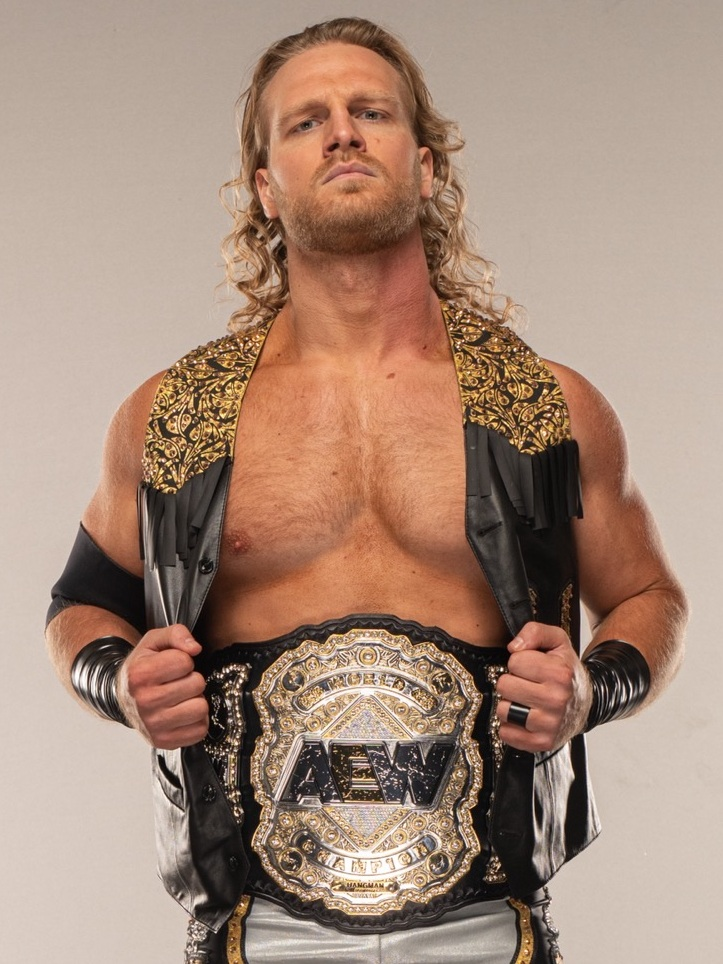
Page als AEW World Champion

  - AEW World Tag Team Championship (1× mit Kenny Omega)

- Carolina Wrestling Federation Mid-Atlantic
  - CWF Mid-Atlantic Heavyweight Championship (1×)
  - CWF Mid-Atlantic Tag Team Champion (1× mit Jason Blade)

- Premiere Wrestling Xperience
  - PWX Tag Team Championship (2× mit Corey Hollis)

- Ring of Honor
  - ROH World Six-Man Tag Team Championship (2× mit Matt Jackson & Nick Jackson)

- WrestleForce
  - WrestleForce Tag Team Championship (1× mit Corey Hollis)

### Auszeichnungen
- Wrestling Observer Newsletter Awards
  - Match of the Year (2020, mit Kenny Omega gegen The Young Bucks)
  - Feud of the Year (2021, mit Kenny Omega)
  - Most Improved (2018)

- Pro Wrestling Illustrated
  - Match of the Year (2020, mit Kenny Omega gegen The Young Bucks)
  - Nummer 4 der Top 500 Wrestler in der PWI 500 (2022)